# Océano-Américains
Les Océano-Américains (en anglais : Oceanian Americans) ou Américains des îles du Pacifique (en anglais : Pacific Islands Americans) représentent le « groupe racial » le plus modeste selon le recensement des États-Unis de 2010, avec 1 225 195 individus recensés, soit 0,4 % de la population des États-Unis. Ils sont concentrés pour la plupart à Hawaï, en Alaska, et dans une moindre mesure sur la côte ouest des États-Unis, notamment en Californie.

## Définition
Dans le cadre du recensement de 2000-2010 des États-Unis, l'expression « Hawaïen ou autre Océanien » (Native Hawaiian or other Pacific Islander) désigne « les personnes ayant des origines parmi les peuples autochtones de Hawaï, Guam, Samoa ou d'autres îles de l'océan Pacifique. […] Elles ont un héritage culturel polynésien, micronésien ou mélanésien ». Le Bureau du recensement considère les Américains d'origine philippine, indonésienne, taïwanaise et japonaise comme Asio-Américains, même si ces groupes ont des origines ethniques parmi des îles bordant l'océan Pacifique. La définition officielle de Pacific Islander semble donc désigner essentiellement les individus ayant des origines hawaïennes ou dans les îles de la région parfois appelée Océanie lointaine.
Dans les précédents recensements et dans certains contextes non officiels, les Américains d'origine océanienne sont parfois considérés comme Asio-Américains (à l'exception des Hawaïens de souche), et certains Américains d'origine philippine se définissent parfois comme Pacific Islanders[réf. souhaitée].
Bien que les Américains d'origine océanienne soient combinés dans les chiffres du recensement avec les Asio-Américains, qui comptent les groupes ethniques possédant les revenus et les niveaux d'éducation les plus hauts de tous les groupes américains, ce groupe a dans son ensemble des revenus et un niveau d'éducation bien inférieurs à ceux d'autres Asio-Américains. Dans les districts scolaires comme celui de Seattle, les écoliers d'origine océanienne ont des notes et des résultats bien plus proches de ceux de leurs homologues afro-américains que ceux des Asio-Américains. Bien qu'il existe de nombreux programmes et de nombreuses études consacrés aux écoliers afro-américains, peu d'études se sont penchées sur les problèmes des enfants d'origine océanienne à ce jour.

## Démographie
| Année | Population d'Océano-Américains | Population des États-Unis | Part d'Océano-Américains |
| ----- | ------------------------------ | ------------------------- | ------------------------ |
| 2000  | 398 835                        | 281 421 906               | 0,14 %                   |
| 2010  | 540 013                        | 308 745 538               | 0,17 %                   |

| Groupe                      | Nombre      | % de la population océano-américaine |
| Polynésiens                 | Polynésiens | Polynésiens                          |
| --------------------------- | ----------- | ------------------------------------ |
| Hawaïens                    | 527 077     |                                      |
| Samoans                     | 184 440     |                                      |
| Tahitiens                   | 5 062       |                                      |
| Tongiens                    | 57 183      |                                      |
| Tokelauans                  | 925         |                                      |
| Autres Polynésiens          | 9 153       |                                      |
| Micronésiens                |             |                                      |
| Chamorros                   | 147 798     |                                      |
| Habitants des îles Marianne | 391         |                                      |
| Saipaniens                  | 1 031       |                                      |
| Palaois                     | 7 450       |                                      |
| Caroliniens                 | 521         |                                      |
| Kosraéens                   | 906         |                                      |
| Ponapéens                   | 2 060       |                                      |
| Chuukois                    | 4 211       |                                      |
| Yapais                      | 1 018       |                                      |
| Marshallais                 | 22 434      |                                      |
| Gilbertins                  | 401         |                                      |
| Autres Micronésiens         | 29 112      |                                      |
| Mélanésiens                 |             |                                      |
| Fidjiens                    | 32 304      |                                      |
| Papouasiens                 | 416         |                                      |
| Salomoniens                 | 122         |                                      |
| Ni-Vanuatus                 | 91          |                                      |
| Autres Mélanésiens          | 222         |                                      |
|                             |             |                                      |
| Autres                      | 240 179     |                                      |
| Total                       | 1 225 195   | 100                                  |

| État                                     | Nombre  | % de la population |
| ---------------------------------------- | ------- | ------------------ |
| Hawaï                                    | 355 816 | 26,16              |
| Californie                               | 286 145 | 0,77               |
| Washington                               | 70 322  | 1,05               |
| Texas                                    | 47 646  | 0,19               |
| Floride                                  | 39 914  | 0,21               |
| Utah                                     | 36 777  | 1,33               |
| État de New York                         | 36 423  | 0,19               |
| Nevada                                   | 32 848  | 1,22               |
| Oregon                                   | 25 785  | 0,67               |
| Arizona                                  | 25 106  | 0,39               |
| Géorgie                                  | 15 577  | 0,16               |
| Virginie                                 | 15 422  | 0,19               |
| Colorado                                 | 15 200  | 0,30               |
| Caroline du Nord                         | 14 774  | 0,15               |
| Illinois                                 | 13 546  | 0,11               |
| New Jersey                               | 12 999  | 0,15               |
| Pennsylvanie                             | 12 424  | 0,10               |
| Alaska                                   | 11 154  | 1,57               |
| Massachusetts                            | 10 257  | 0,16               |
| Autres États (moins de 10 000 personnes) | 173 414 | 0,16               |

## Personnalités

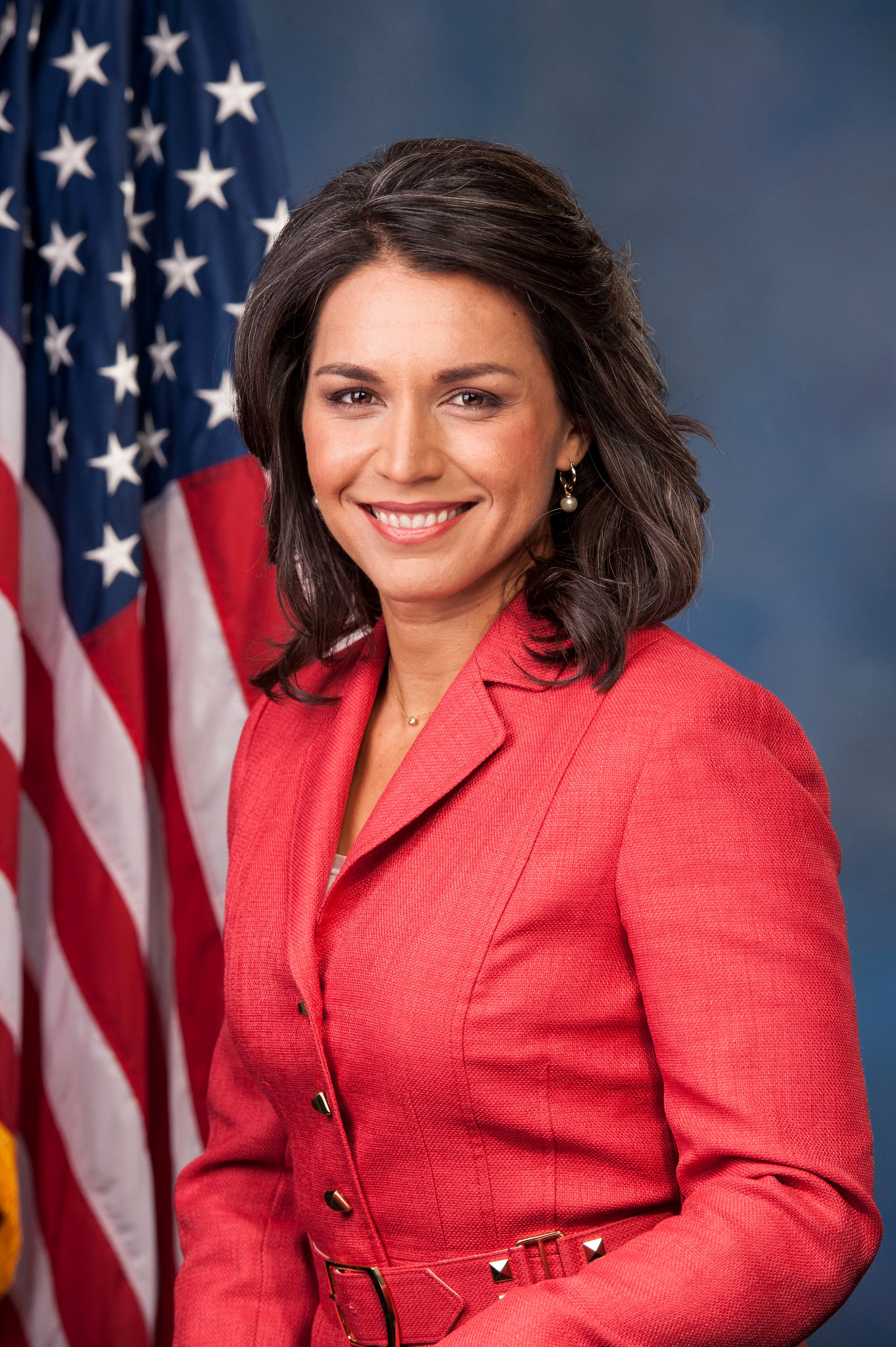
Tulsi Gabbard
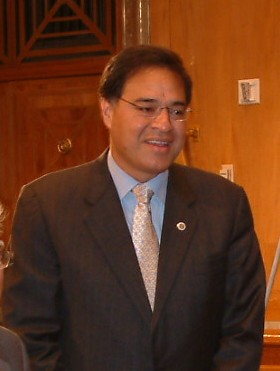
Mufi Hannemann (en)
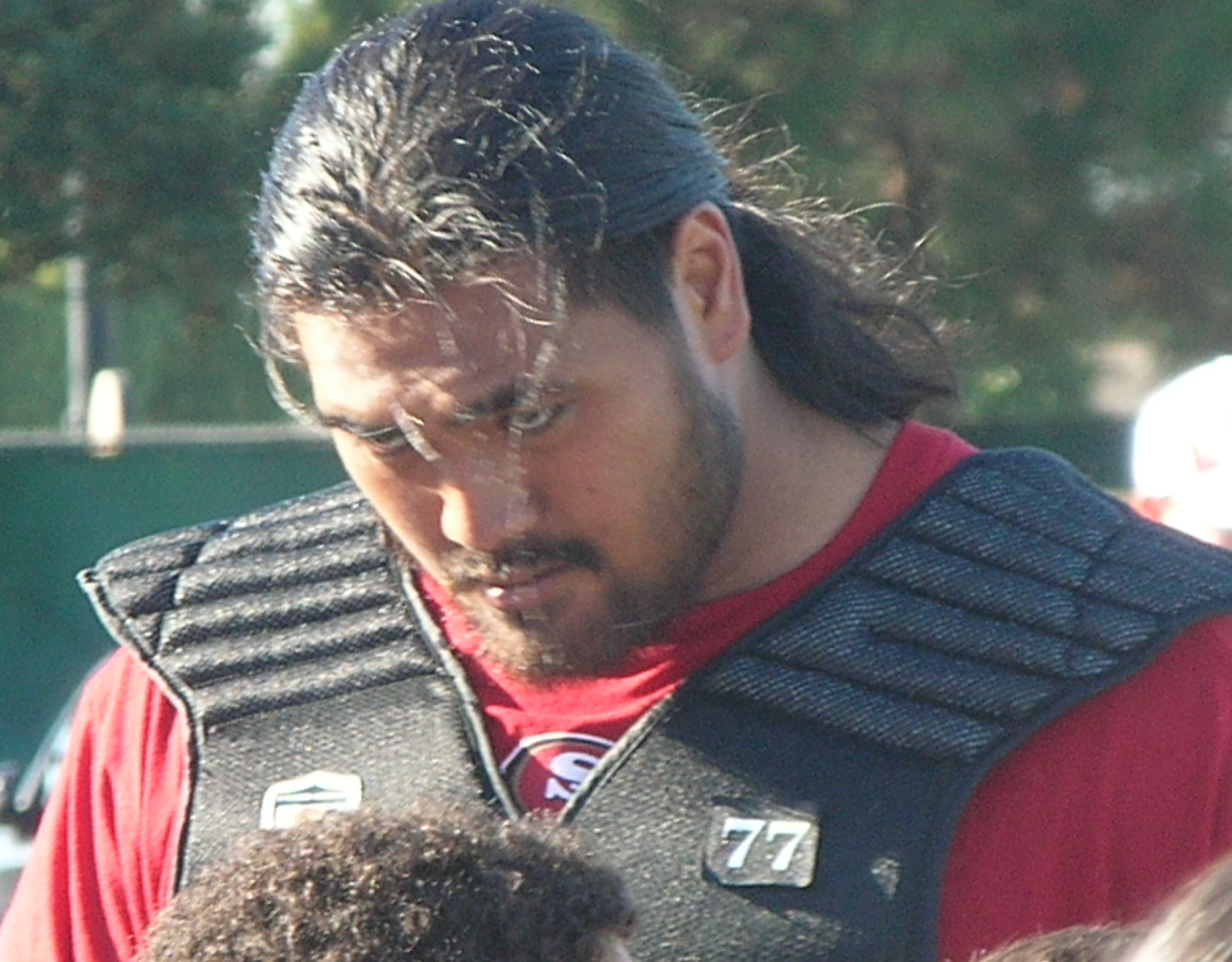
Mike Iupati
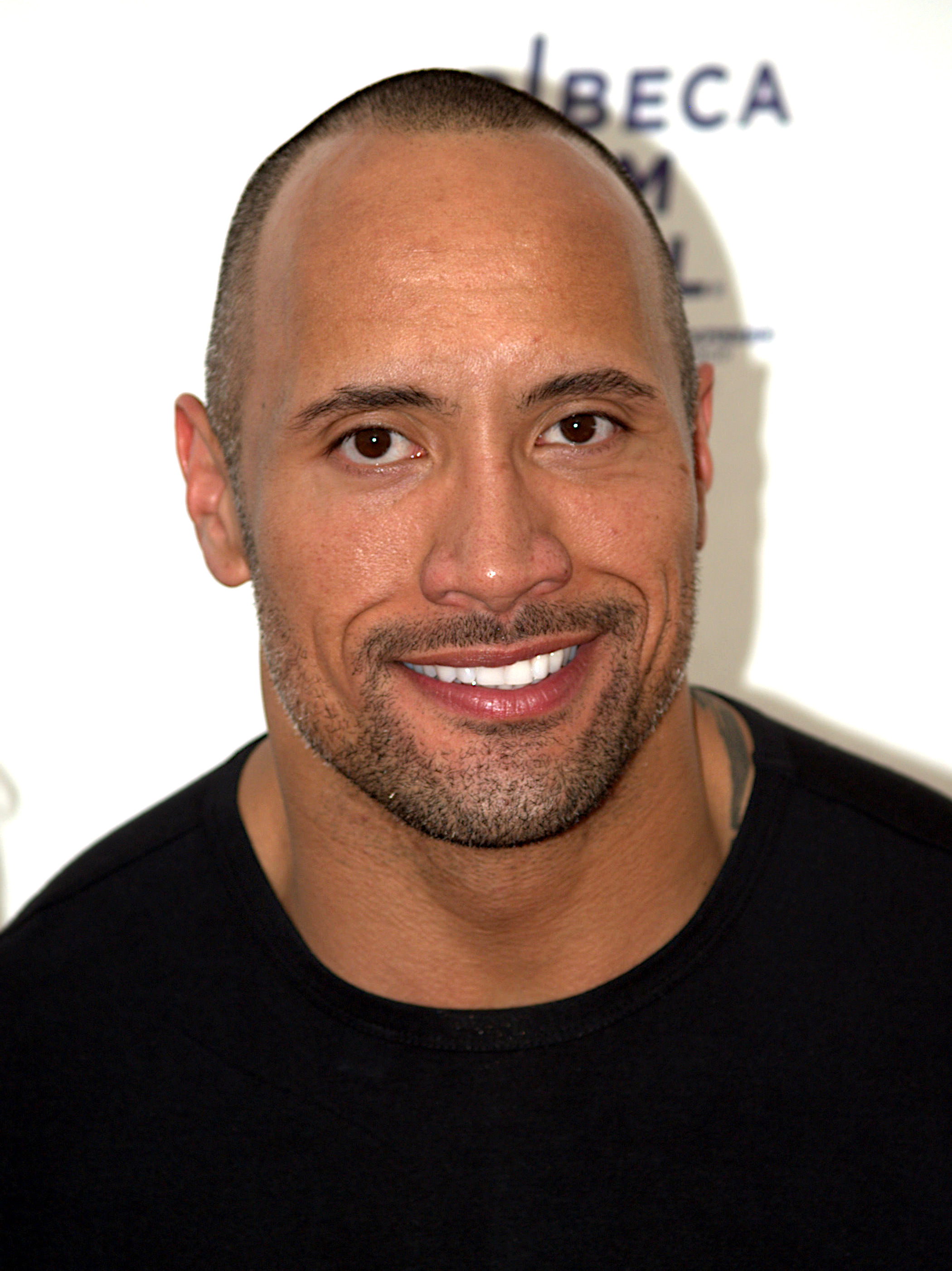
Dwayne Johnson
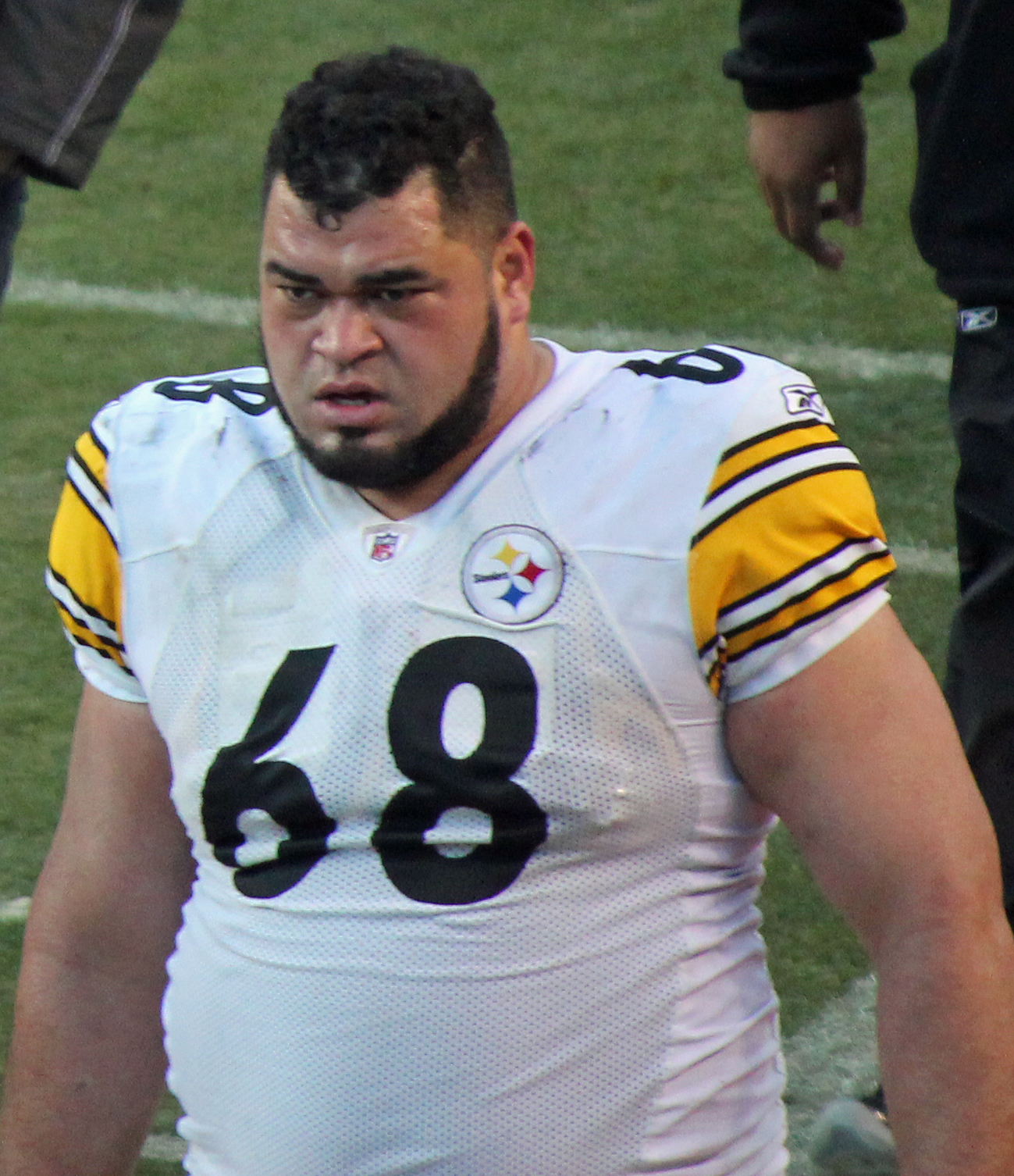
Chris Kemoeatu (en)
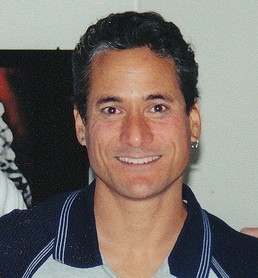
Greg Louganis
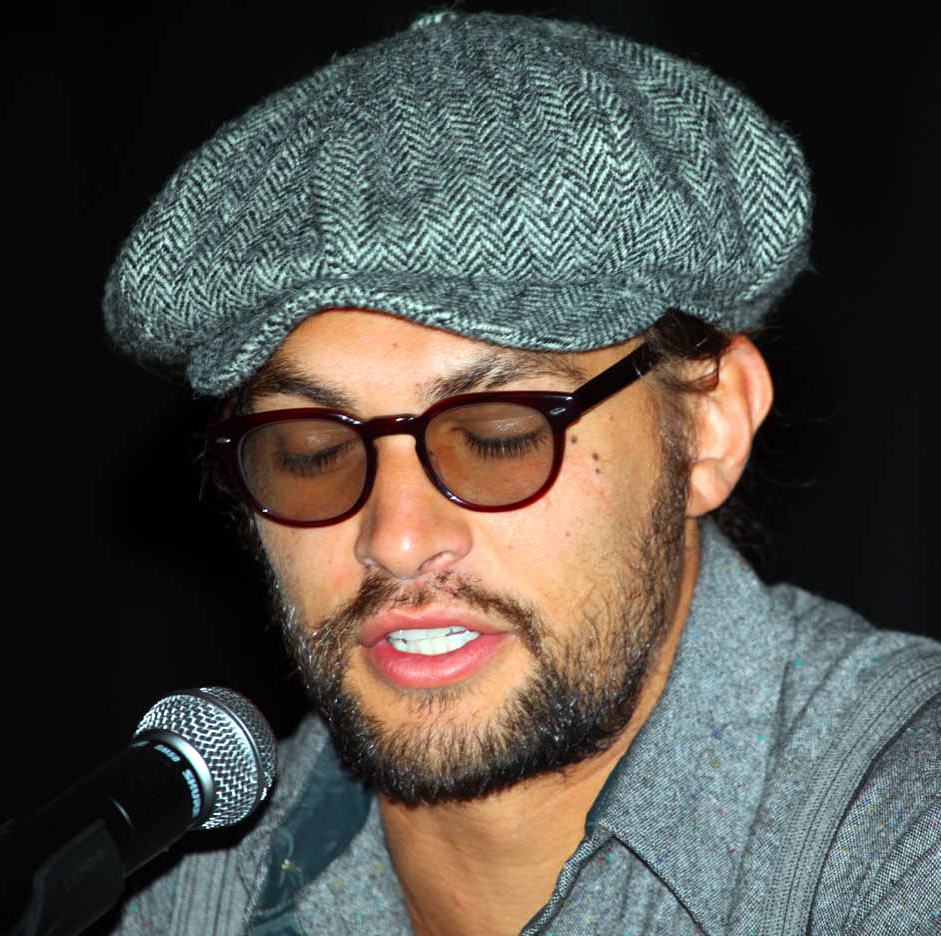
Jason Momoa
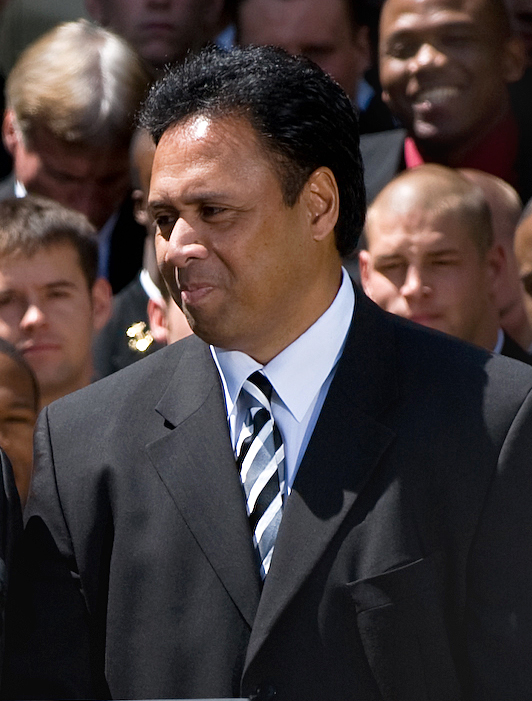
Ken Niumatalolo (en)
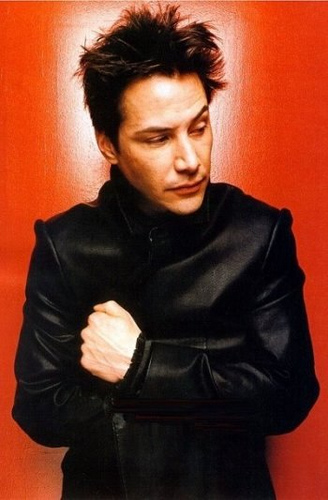
Keanu Reeves
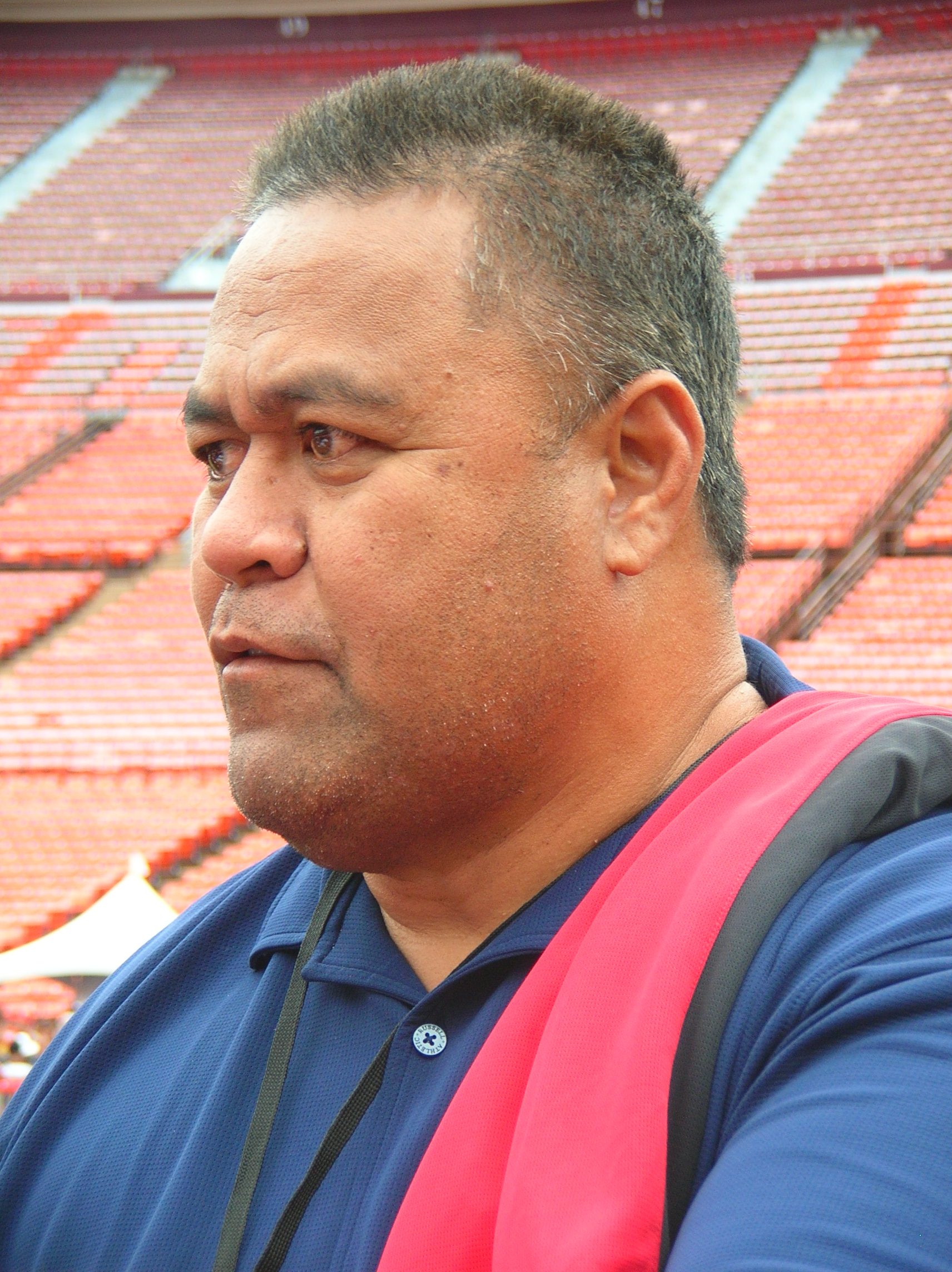
Jesse Sapolu (en)
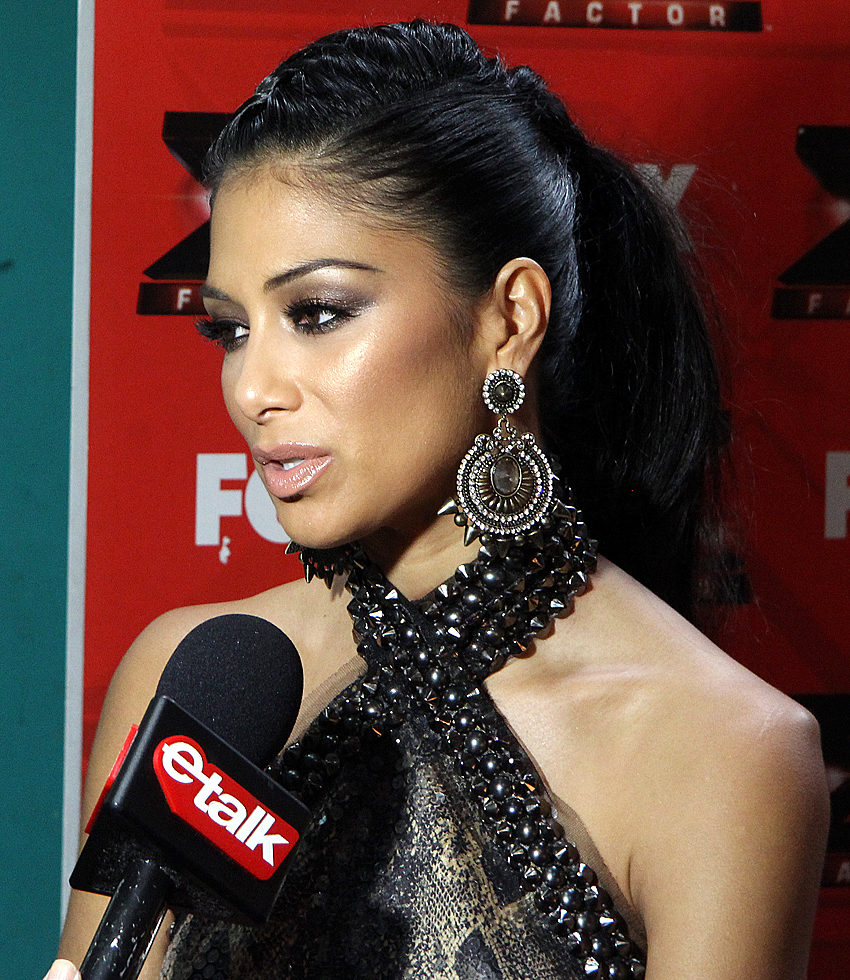
Nicole Scherzinger
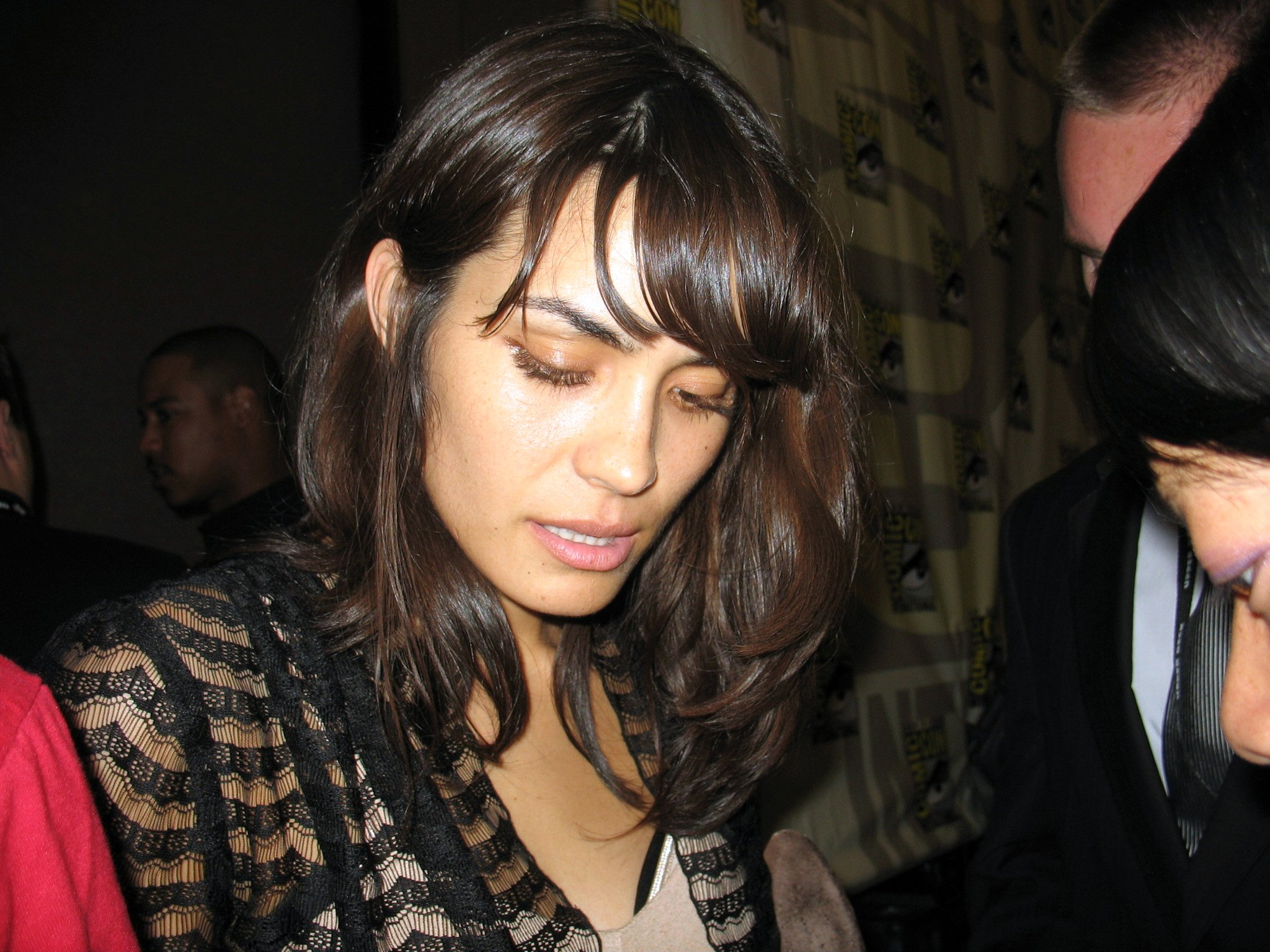
Shannyn Sossamon